# Siegmund von Herberstein

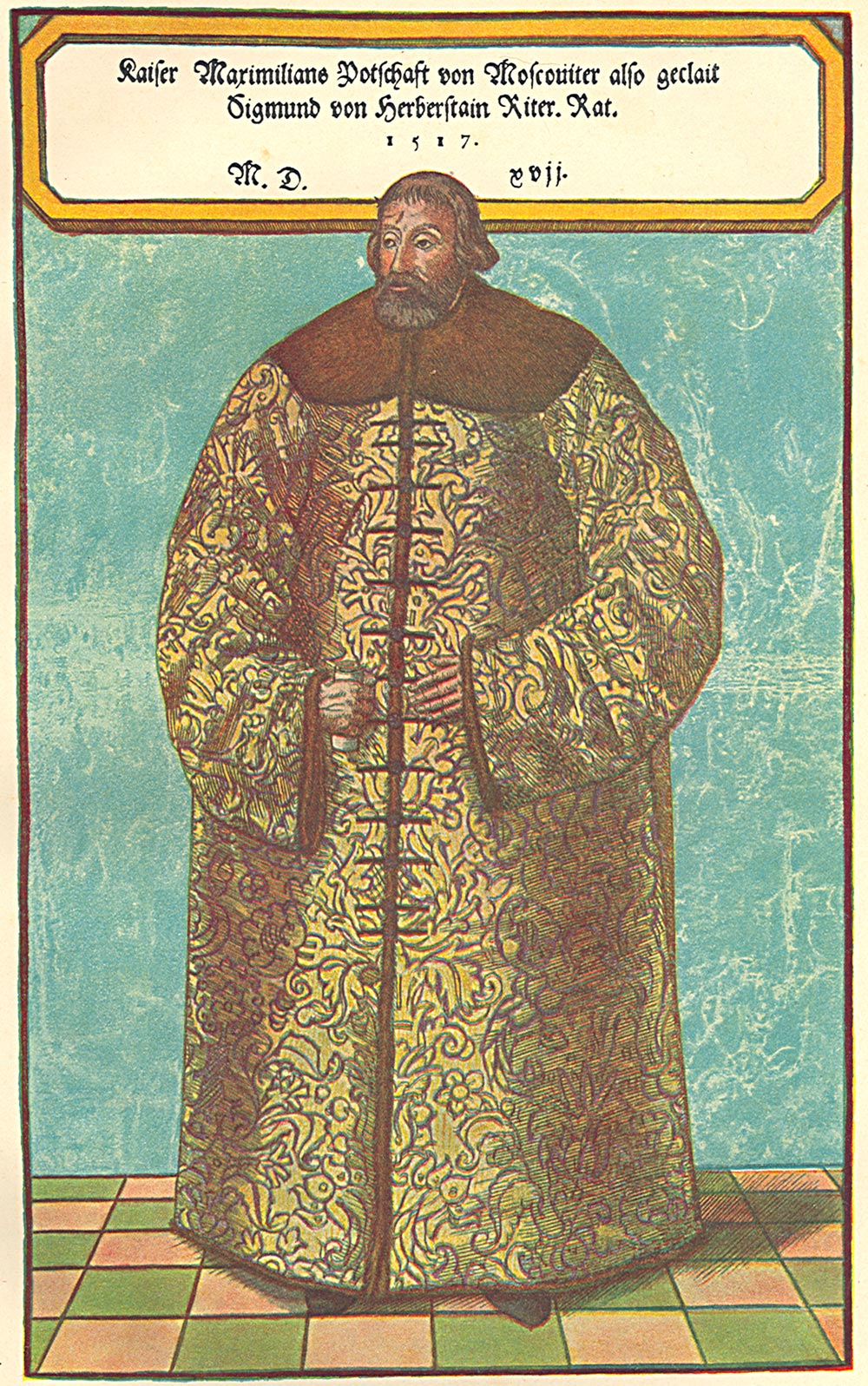
Darstellung Siegmund von Herbersteins in moskowitischer Tracht (1517)

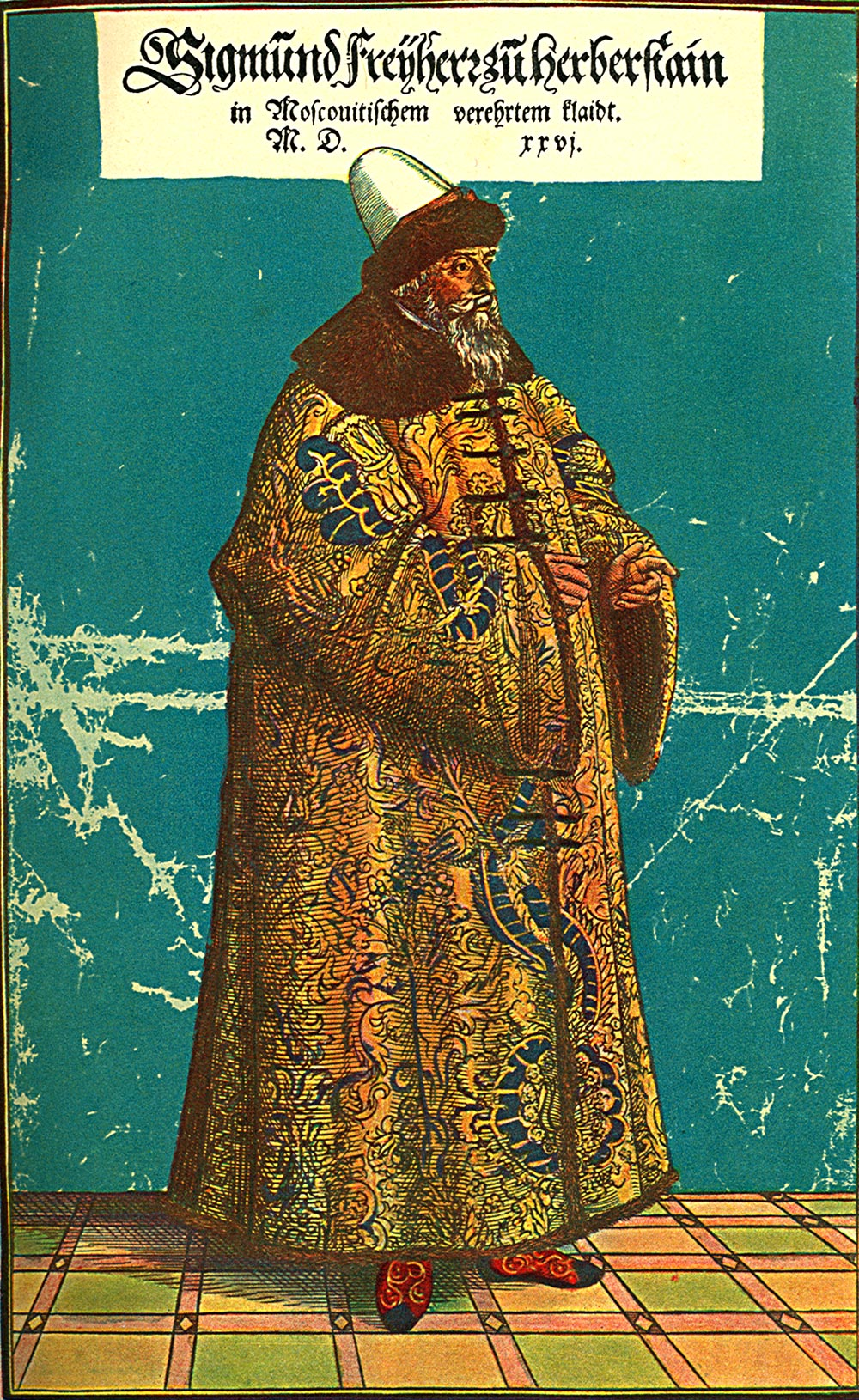
Siegmund von Herberstein ebenfalls in russischer Kleidung (1517)

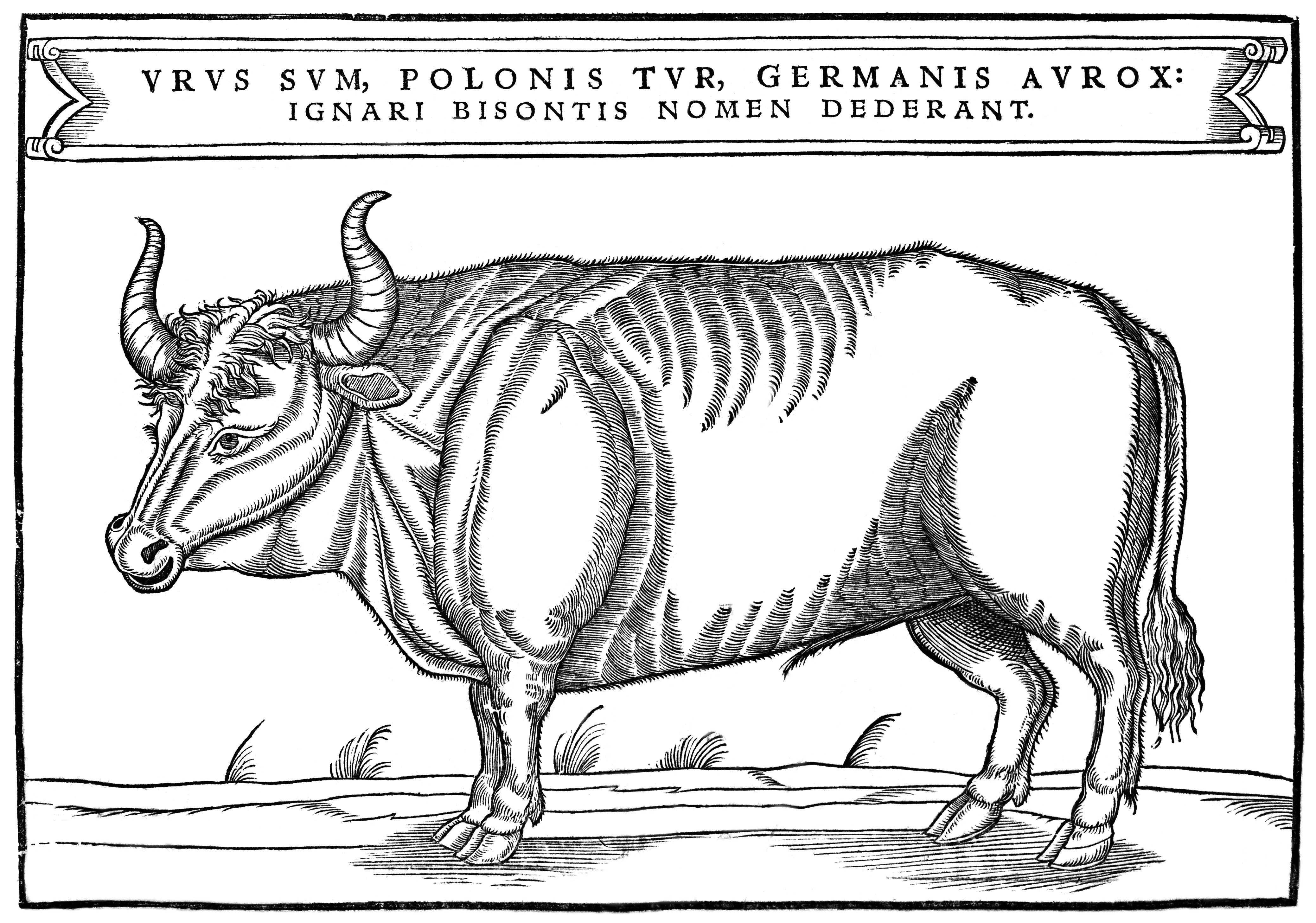
Auerochs …

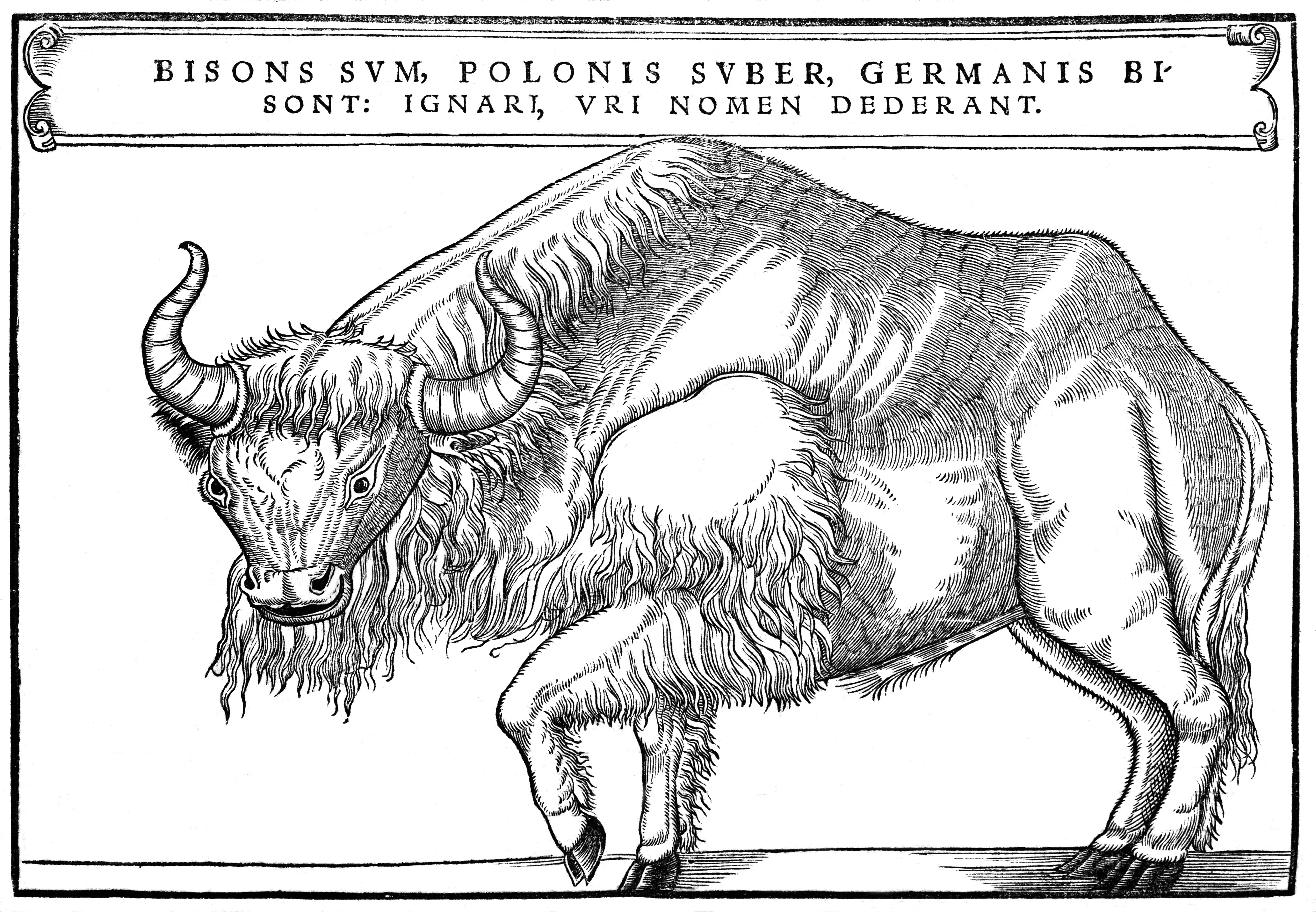
… und Wisent von Herberstein, 1556

Siegmund Freiherr von Herberstein oder Sigismund von Herberstein (* 23. August 1486 in Wippach; † 28. März 1566 in Wien) war ein österreichischer Kaiserlicher Rat und Gesandter am Russischen Hof. Seine Reisebeschreibungen in seiner berühmten Moscovia machen ihn neben seinem Stichwortgeber Johann Fabri zum Begründer der deutschsprachigen Russland-Kunde. Er gilt als der schreibfreudigste Autobiographen Österreichs im 16. Jahrhundert.

## Leben
Siegmund entstammte dem Krainer Zweig der steirischen Adelsfamilie Herberstein. Nach dem Studium in Wien wurde Herberstein in der Finanzverwaltung sowie insbesondere im diplomatischen Dienst der Habsburger tätig, für den ihn seine weitreichende Bildung und seine umfangreichen Sprachkenntnisse prädestinierten.
Aus der Reihe seiner zwischen 1515 und 1553 unternommenen 69 Auslandsreisen ragen neben den 1541 erfolgreich verlaufenen Verhandlungen über eine Waffenruhe mit dem osmanischen Sultan Süleyman I. zwei Reisen nach Russland heraus.
Bereits mit seiner ersten Russlandreise 1516/17 avancierte Herberstein zum „Osteuropaexperten“ in habsburgischen Diensten. 1525/26 führte ihn eine weitere Reise an den Hof des Moskauer Großfürsten. Seine dabei gesammelten Eindrücke publizierte Herberstein 1549 in lateinischer Erstausgabe unter dem Titel Rerum Moscoviticarum Commentarii in Wien, die 1551 in Basel in geringfügig veränderter und 1556 in einer vom Autor erweiterten Ausgabe neu aufgelegt und in der Folgezeit dann häufig nachgedruckt wurde. Eine italienische Bearbeitung von F. Corvinus unter dem Titel Commentari della Moscovia et parimente della Russia et delle altre cose belle et notabile erschien 1550 in Venedig. Herberstein selber veranstaltete auf der Grundlage der lateinischen Ausgabe von 1556 eine neuerlich erweiterte Ausgabe in deutscher Sprache, die 1557 unter dem Titel Moscovia der Hauptstat in Reissen in Wien erschien. Unabhängig von dieser verfasste Heinrich Pantaleon (1522–1595), Doktor der Artes und der Medizin zu Basel, noch eine zweite deutsche Übersetzung, die unter dem Titel Moskoviter wunderbare Historien 1563 in Basel erschien und in der Folgezeit mehrfach, gelegentlich auch unter dem Titel Die Moskovitische Chronica, nachgedruckt wurde, so unter anderem auch in einer von Katharina der Großen initiierten Petersburger Ausgabe von 1795.
Herbersteins Beschreibung ist auch heute noch historisch und kulturhistorisch von Wert, weil der Autor sich neugierig und sprachkundig bei seinen Gesprächspartnern informiert, auch Abschriften aus Quellen und Dokumenten anführt und seine Informationen und eigenen Beobachtungen kritisch auszuwerten versteht. Sein Werk war der erste bedeutende Bericht aus der Feder eines Westeuropäers über das im Abendland seit Generationen nur am Rande zur Kenntnis genommene Russland. Denn die von 1238/40 bis 1480 dauernde Mongolenherrschaft hatte den russischen Raum eine andere Entwicklung nehmen lassen und ihn aus dem Blickfeld der meisten Mitteleuropäer gerückt. Der Bericht enthält neben den detaillierten Schilderungen der Verhältnisse am russischen Hof auch Anmerkungen zu Kulturkontakten zwischen Russland und dem Westen, die zu seiner Zeit besonders mit Italien bestanden und unter anderem durch das Wirken italienischer Renaissance-Baumeister den russischen Kirchenbau geprägt hatten.
Herberstein starb 1566 in Wien und ist begraben in der dortigen Kirche St. Michael.

## Schriften (Auswahl)
- Mein Sigmunden Freyherrn zu Herberstain, Neyperg und Guttenhag, Raittung und Antzaigen meines Lebens und Wesens wie hernach volgt. Autobiographische Aufzeichnung bis zum Jahr 1545, herausgegeben von Martin Georg Kovachich, Sammlung kleiner noch ungedruckter Stücke, in welchen gleichzeitige Schriftsteller einzelne Abschnitte der ungarischen Geschichte aufgezeichnet haben, Bd. I, Ofen 1805 Volltext, Seiten 111–287

- Rerum Moscoviticarum commentarii, Wien 1. März 1549. – Verbesserte Ausgabe Basel, bei Johannes Oporinus, 1551. – Vom Autor erweiterte und verbesserte Neuausgabe Basel, bei Johannes Oporinus, 1. Juli 1556. – Zahlreiche Nachdrucke, darunter der in Text, Abbildungen und Seitenzählung mit der Ausgabe von 1556 übereinstimmende Nachdruck in Basel, bei Johannes Oporinus, 1571 (Digitalisat der Göttinger Staatsbibliothek)

- Moscouia der Hauptstat in Reissen, durch Herrn Sigmunden Freyherrn zu Herberstain, Neyperg vnd Guetenhag Obristen Erbcamrer, und obristen Erbtruckhsessen in Kärntn, Römischer zu Hungern und Beheim Khü. May. etc. Rat, vnd Presidenten der Niderösterreichischen Camer zusamen getragen, Wien, bei Michael Zimmermann, 1557 (Digitalisat der Göttinger Staatsbibliothek). Von Herberstein selber veranlasste und erweiterte deutsche Ausgabe auf der Grundlage der Basler Ausgabe von 1556.

- Rerum Moscoviticarum Commentarii. Synoptische Edition der lateinischen und der deutschen Fassung letzter Hand Basel 1556 und Wien 1557 / Unter der Leitung von Frank Kämpfer erstellt von Eva Maurer und Andreas Fülberth. Redigiert und herausgegeben von Hermann Beyer-Thoma. Osteuropa-Institut München (Regensburg). München: Osteuropa-Institut Regensburg 2007. 588 S. ISBN 978-3-938980-14-9 urn:nbn:de:bvb:12-babs-0000000434 Kurzinformation zur Edition, auch als Book on demand (Memento vom 20. Februar 2009 im Internet Archive)

- Rervm Moscouiticarum Commentarij Sigismundi Liberi Baronis in Herberstain, Neyperg, & Guettenhag: quibus Russiae ac Metropolis eius Moscouiae descriptio, Chorographicae tabulae, religionis indicatio ... continentur. – Basileae: Oporinus, 1571. Digitalisierte Ausgabe der Universitäts- und Landesbibliothek Düsseldorf

Weitere Schriften Herbersteins sind verzeichnet bei:
- Friedrich von Adelung, Siegmund Freiherr von Herberstein. Mit besonderer Ruecksicht auf seine Reisen in Russland, N. Gretsch, Sankt-Petersburg 1918 (Digitalisat der Göttinger Staatsbibliothek), S. 405 ff.